# Ethmiidae
Ethmiidae là một họ bướm đêm kích thước nhỏ trong siêu họ Gelechioidea. Họ này đôi khi cũng bao gồm các phân họ Elachistidae hoặc Oecophoridae, được gọi là Ethmiinae.

## Các chi
Có 7 chi hiện được xếp vào họ này; một số khác, ngày nay được xem là các tên đồng nghĩa (hầu hết thuộc Ethmia):
- Agrioceros
- Betroka
- Erysiptila
- Ethmia
- Macrocirca
- Pseudethmia
- Sphecodora

Pyramidobela đôi khi cũng được xếp vào họ này, nhưng nó thường thuộc họ Oecophoridae (hay phân họ Oecophorinae, nếu Ethmiidae bao gồm Oecophoridae ở dạng phân họ).

## Hình ảnh

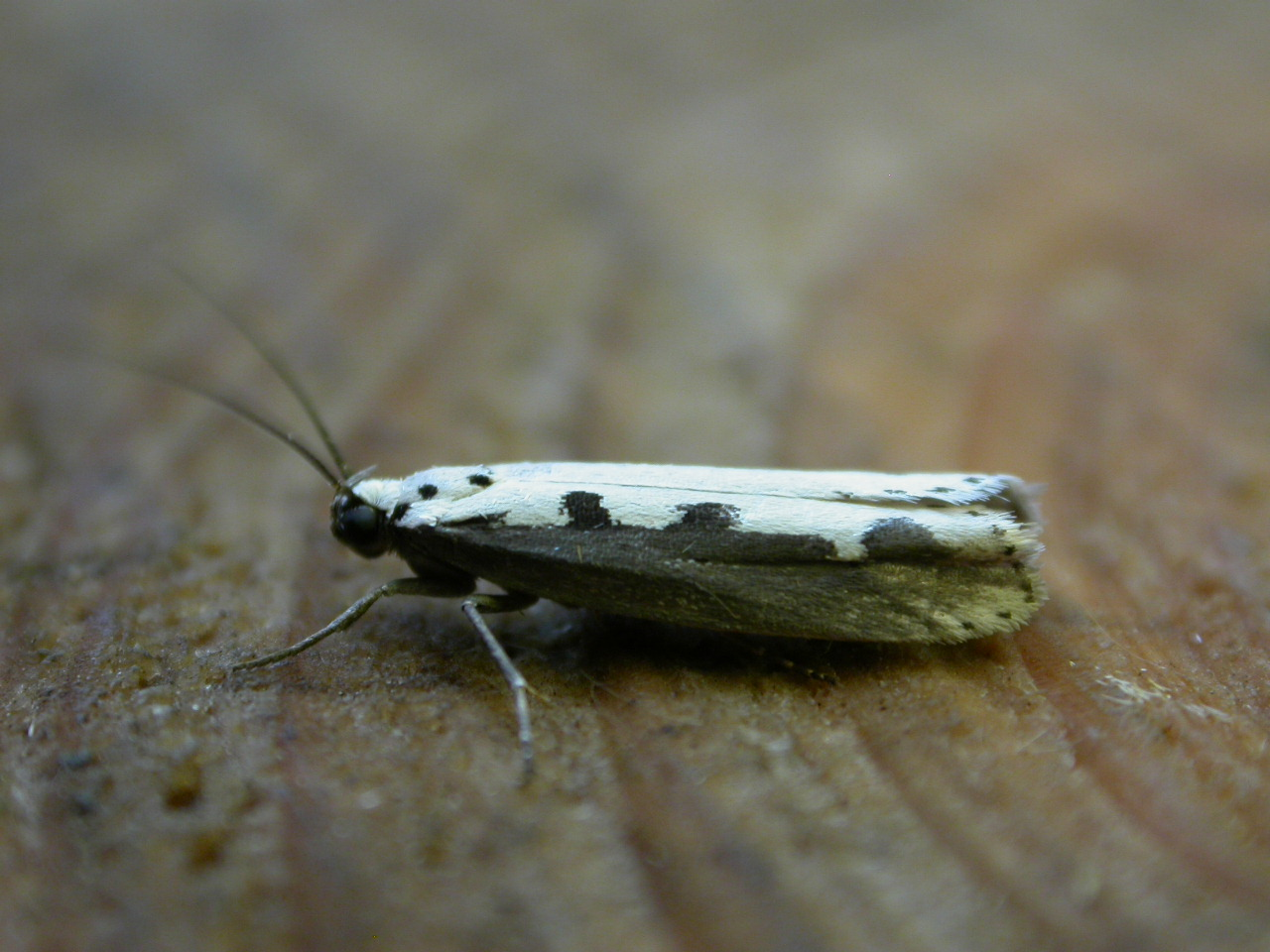
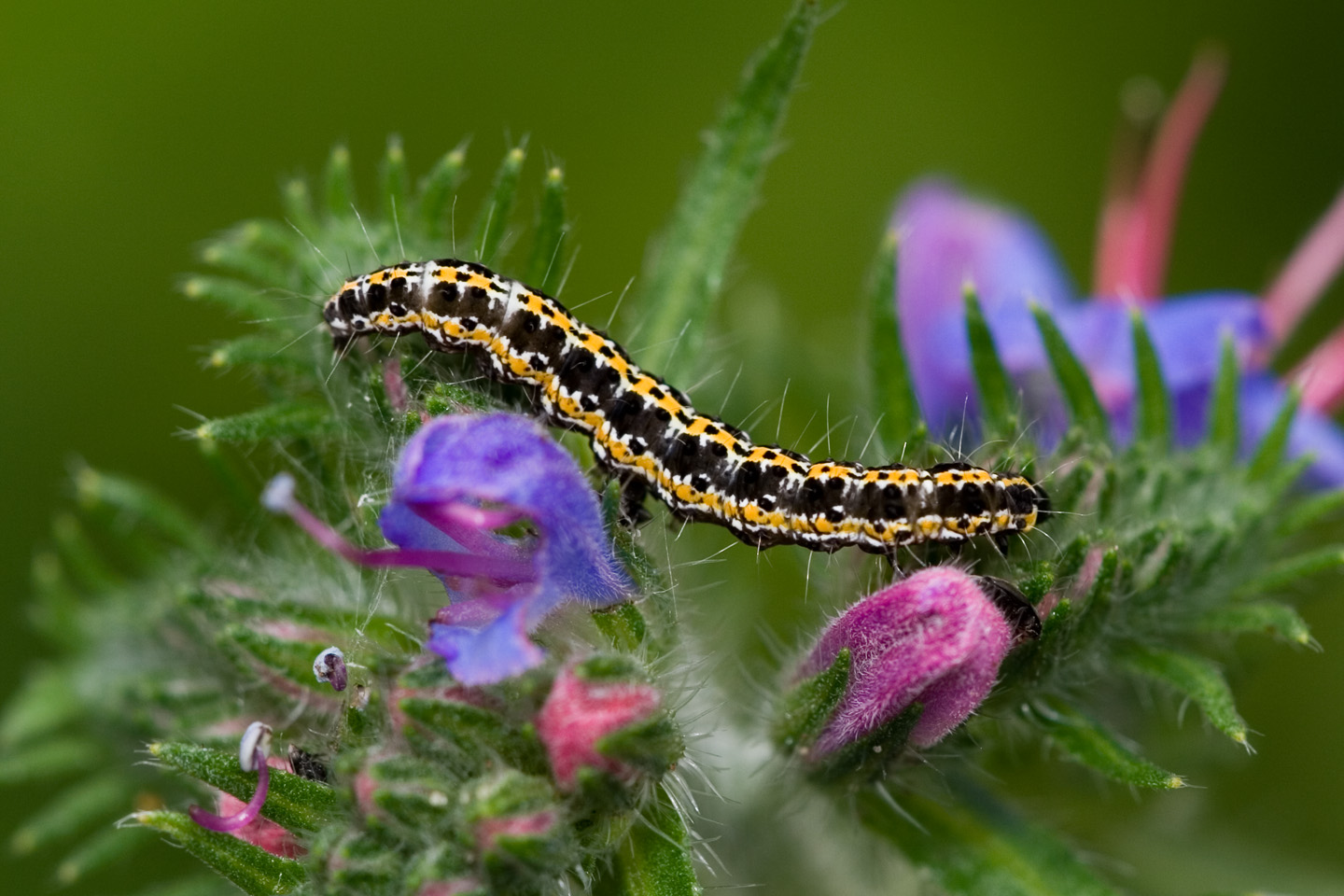
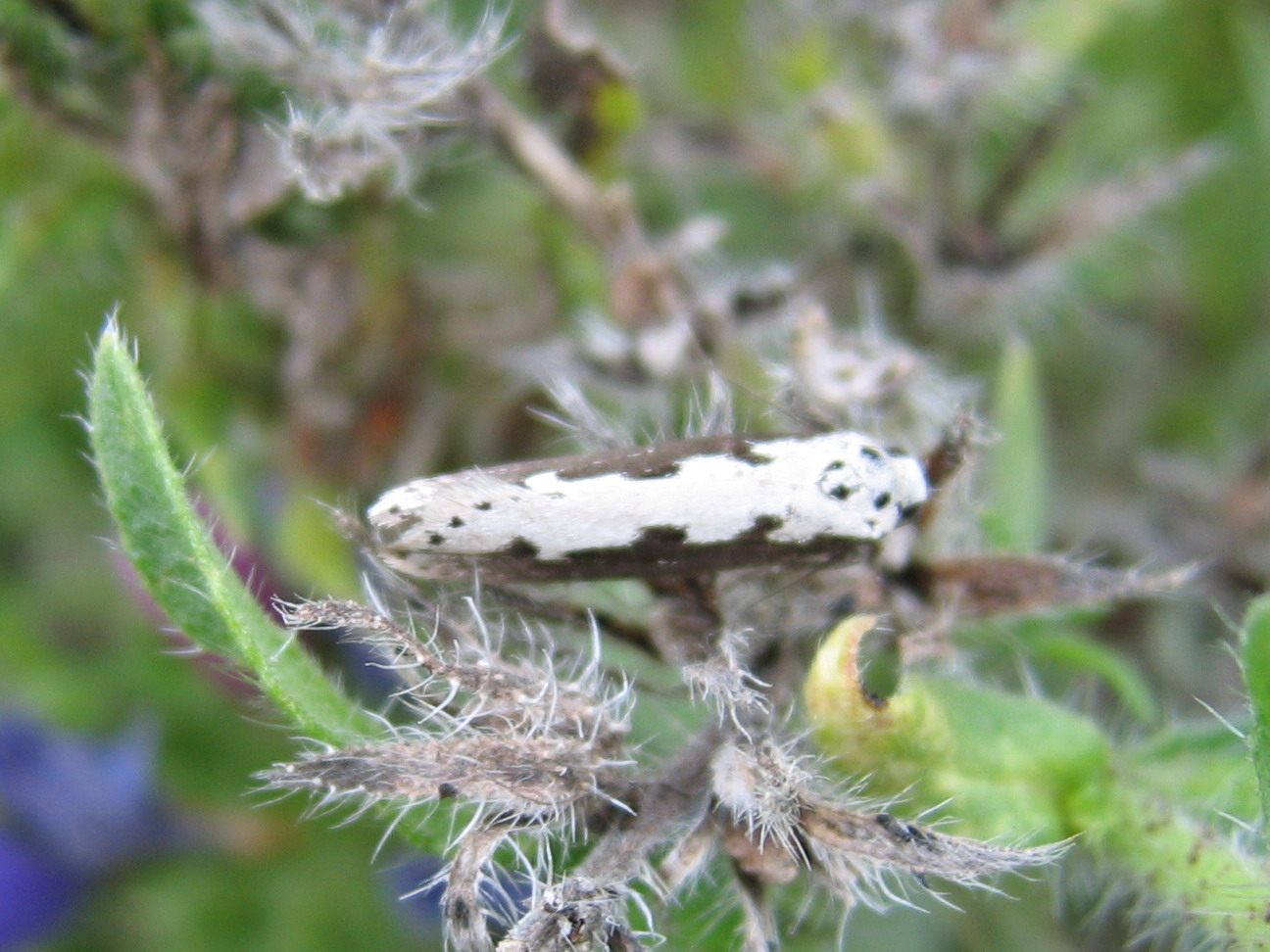
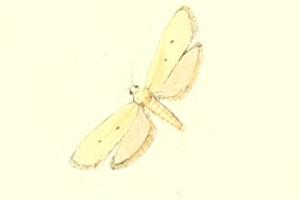